# Château de Rochester
Le château de Rochester est un château médiéval situé dans la ville britannique de Rochester, dans le comté de Kent en Angleterre. Il se dresse sur la rive orientale de la Medway. Le donjon ou tour de pierre du XIIe siècle, qui est la caractéristique la plus marquante du château, est l'un des mieux conservés d'Angleterre.
Situé sur la rive orientale de la Medway et sur Watling Street, Rochester fut un château royal important sur le plan stratégique. Durant la fin de la période médiévale, il contribua à protéger le sud-est de la côte de l'Angleterre contre les invasions. Le premier château de Rochester fut fondé à la suite de la conquête normande. Il fut donné à l'évêque Odon, probablement par son demi-frère Guillaume le Conquérant. Au cours de la Rébellion de 1088 au sujet de la succession au trône d'Angleterre, Odon soutint Robert Courteheuse, le fils aîné du Conquérant, contre Guillaume le Roux. Ce fut pendant ce conflit que le château fut témoin d'une action militaire; la ville et le château furent assiégés après qu'Odon eût fait de Rochester un quartier général de la rébellion. Après la capitulation de la garnison, ce premier château fut abandonné.
Entre 1087 et 1089, Rufus demanda à Gondulf, évêque de Rochester, de construire un nouveau château en pierre à Rochester. Il établit la superficie actuelle du château. Malgré les grands changements survenus au cours des siècles, certaines parties des travaux de Gundulf ont survécu. En 1127, le roi Henri Ier octroya le château aux archevêques de Cantorbéry à perpétuité. Guillaume de Corbeil construisit l'énorme donjon qui domine encore le château aujourd'hui. Au cours du XIIe siècle, le château resta sous la garde des archevêques.
Lors de la Première Guerre des barons (1215-1217) sous le règne du roi Jean, les forces baronniales s'emparèrent du château qui était alors dans les mains de l'archevêque Étienne Langton et s'opposèrent au roi qui, par la suite, l'assiégea. Après avoir résisté pendant un peu plus de sept semaines, la garnison se rendit. Malgré les dommages considérables subis par le château, avec des brèches dans les murs extérieurs et un coin du donjon effondré, ce fut la faim qui finalement força la main des défenseurs. Le château ne resta pas longtemps sous le contrôle de Jean: en 1216 il fut capturé par le prince français Louis, le nouveau chef de la faction seigneuriale. Jean mourut et ce fut son fils, le roi Henri III, qui lui succéda en 1216; l'année suivante, la guerre prit fin et le château fut pris sous le contrôle direct de la royauté.
Rochester fut assiégé pour la troisième fois en 1264 pendant la Seconde Guerre des barons (1264-1267). Le connétable royal du château, Roger de Leybourne, garda Rochester pour soutenir Henri III. Des armées rebelles menées par Simon de Montfort et Gilbert de Clare entrèrent dans la ville et se mirent à tenter de capturer le château. Les défenseurs du château résistèrent une nouvelle fois, mais le résultat fut cette fois différent. Après une semaine, les armées rebelles levèrent le siège face au soulagement de Henri lui-même. Malgré la non reddition de la garnison, le château subit des dégâts considérables qui ne furent réparés que le siècle suivant. Le château vit une action militaire pour la dernière fois en 1381 lorsqu'il fut capturé et mis à sac pendant la révolte des paysans. Comme le château devint hors d'usage, ses matériaux furent réutilisés dans d'autres constructions, et la garde fut abandonnée par la Couronne. Le château et ses jardins furent ouverts au public dans les années 1870 en tant que parc. À divers moments des XIXe et XXe siècles, des réparations furent réalisées. Le château est protégé comme monument classé et fait partie de la liste des Scheduled Monuments. Aujourd'hui, les ruines sont sous la tutelle de l'English Heritage et sont ouvertes au public.

## Historique

### Histoire ancienne

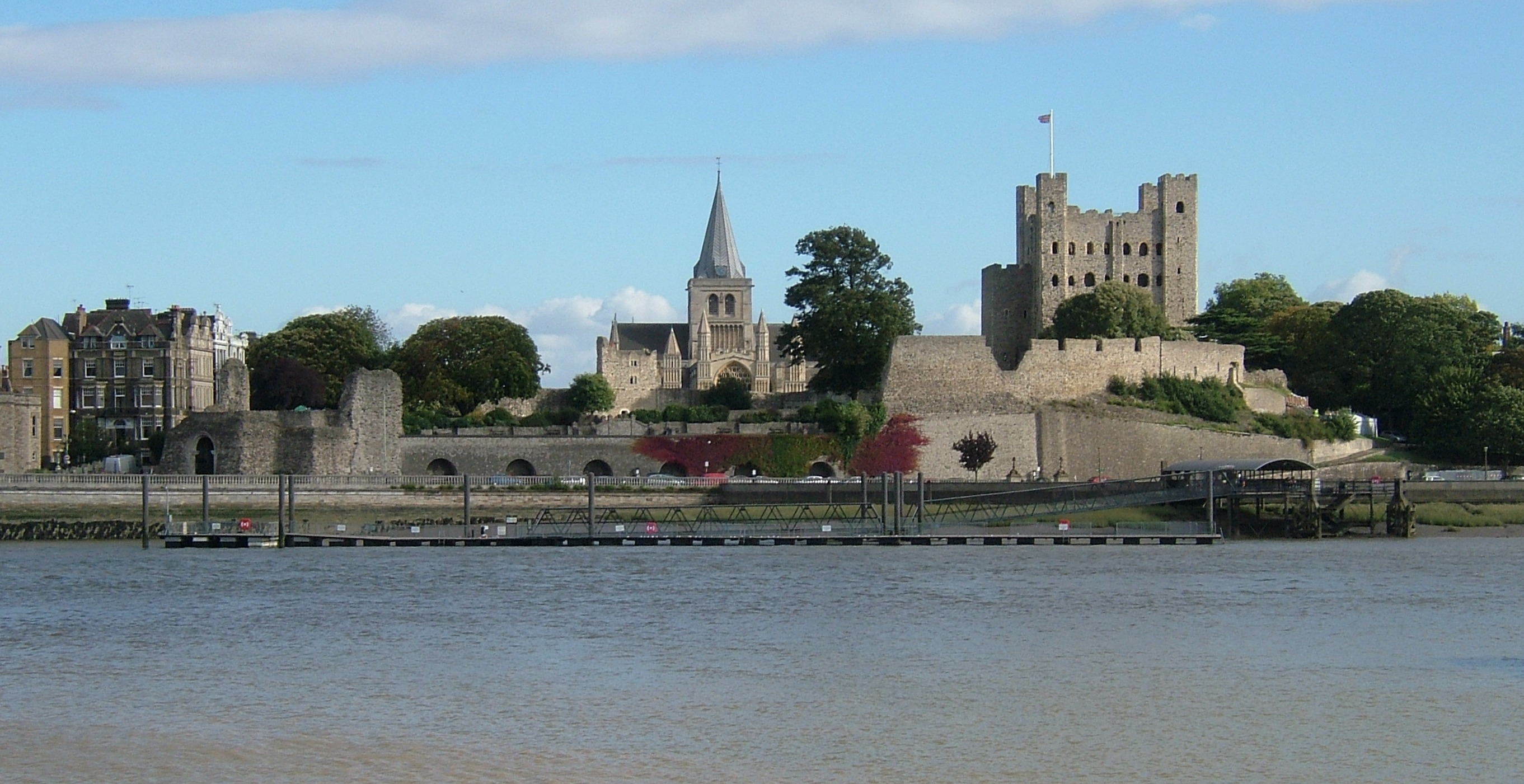
Cathédrale de Rochester que l'on peut voir au-delà des fortifications en ruine du château.

Les châteaux furent introduits en Angleterre par les normands au XIe siècle et leur construction, dans le sillage de la conquête de 1066, aida les normands à sécuriser leur nouveau territoire. Rochester était une ville importante, construite sur le site d'une ville romaine à la jonction de la rivière Medway et de Watling Street, une voie romaine. On a longtemps pensé que le premier château était situé à côté de la rivière, juste en dehors de l'angle sud-ouest des murs de la ville. Le site conjectural de l'ancien château devint plus tard connu sous le nom de « Boley Hill ». L'archéologue Tom McNeill a suggéré que ces premiers châteaux en Angleterre avaient peut-être un caractère purement militaire, construits pour abriter un grand nombre de troupes en territoire hostile.
Selon le Domesday Book de 1086, l'évêque de Rochester reçut des terres à Aylesford, dans le Kent, en compensation de celles qui devinrent le site du château de Rochester. Sur les 48 châteaux cités dans l'étude, celui de Rochester est le seul pour lequel les propriétaires fonciers furent remboursés lorsque la construction du château se faisait sur leurs terres. Dès le XIe siècle, le principe de garde du château (en) devint une obligation féodale en Angleterre. Cela prenait souvent la forme de chevaliers envoyant des garnisons dans les châteaux pour leurs seigneurs pendant une période déterminée. Il n'existe aucune liste exhaustive mentionnant quels châteaux devaient fonctionner ainsi, mais l'historien militaire Cathcart King note qu'il semblait s'agir principalement de châteaux au statut élevé. La garde du château de Rochester était composé de 60 knight's fees (en), le classant ainsi parmi les fortifications particulièrement importantes.

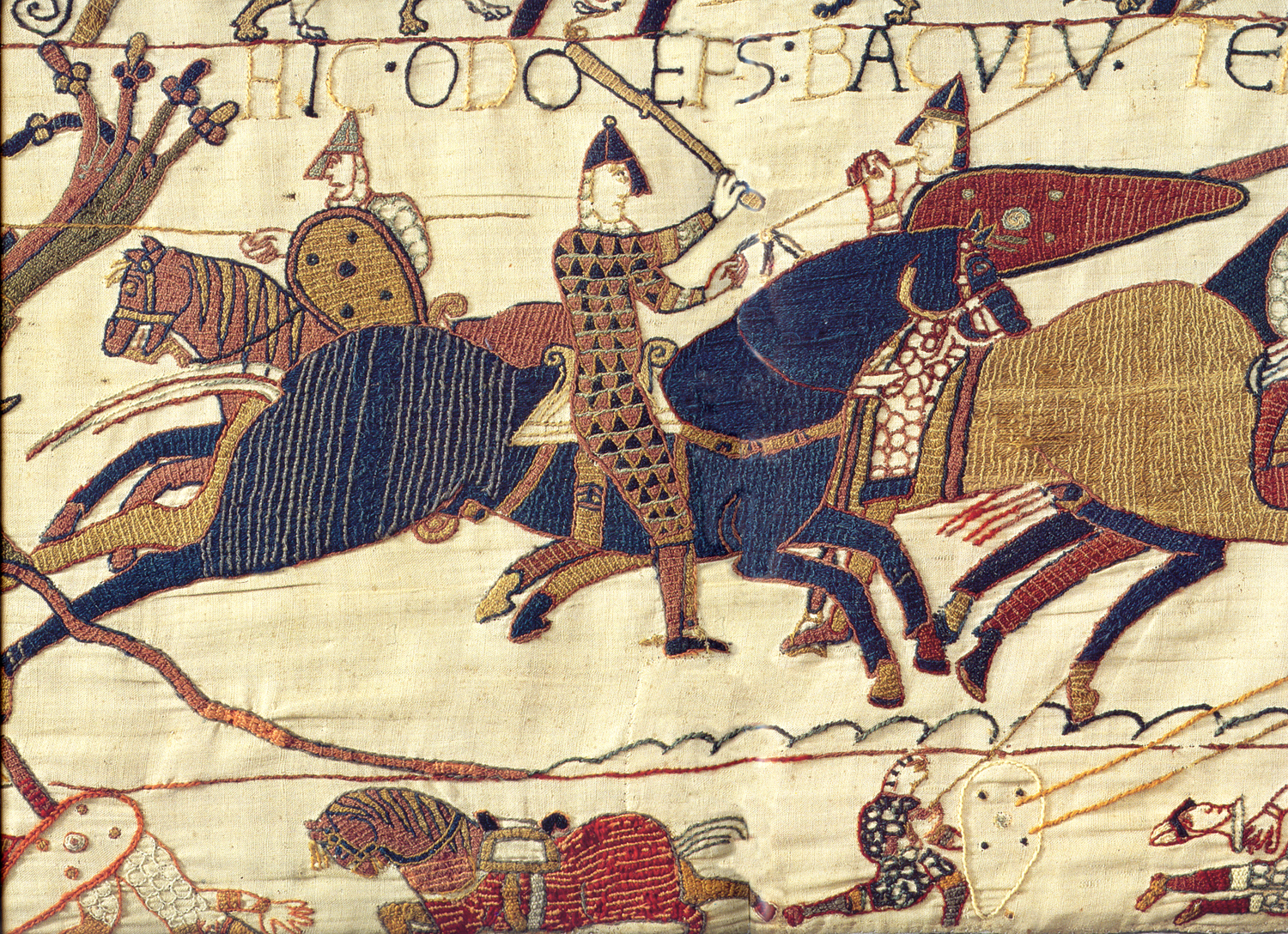
L'évêque Odon, que l'on peut voir ici sur la Tapisserie de Bayeux, tenait Rochester comme l'un des sièges lors d'une révolte contre William Rufus en 1088.

Ce fut probablement Guillaume le Conquérant qui fit don de la ville et de son château à l'évêque Odon de Bayeux, le demi-frère du roi. À la mort de Guillaume, en septembre 1087, ses territoires furent divisés entre ses deux fils. Robert, l'aîné, hérita du titre de Duc de Normandie et William Rufus devint roi d'Angleterre. Un nombre important de barons normands s'opposaient à l'idée de diviser la Normandie et l'Angleterre, et l'évêque Odon apporta son soutien à Robert qui réclamait le trône d'Angleterre. Plusieurs autres, parmi eux les comtes de Northumberland et de Shrewsbury, ainsi que l'évêque de Coutances, vinrent appuyer Robert. Plusieurs autres, parmi eux les comtes de Northumberland et de Shrewsbury ainsi que l'évêque de Coutances vinrent appuyer Robert. Odon prépara le château de Rochester pour la guerre et il devint l'un des quartiers généraux de la rébellion. Sa position dans le Kent faisait de lui une base appropriée pour les raids sur Londres et sa garnison pouvait harceler les forces de William dans le comté. William partit de Londres et marcha en direction de Rochester pour faire face à la menace. Avant son arrivée, la nouvelle qu'Odon s'était rendu au château de Pevensey, qui était sous le contrôle de Robert, comte de Mortain, parvint au roi.
William se détourna de Rochester et s'empara de Pevensey. Capturé, Odon fut contraint de jurer de céder Rochester aux hommes de William. Le roi envoya des forces à la remorque d'Odon afin d'exiger la reddition de Rochester. Au lieu de se rendre, la garnison sortit et captura tout le groupe. En réponse, William assiégea la ville et le château. Le chroniqueur contemporain Orderic Vital nota que le siège avait commencé en mai 1088. Deux châteaux-sièges furent construits pour couper les lignes de ravitaillement de la ville et protéger les assiégeants d'éventuelles sorties (en). Les conditions à l'intérieur de la ville étaient désastreuses: la maladie sévissait, exacerbée par la chaleur et les mouches. La garnison finit par capituler et des conditions furent convenues. Odon, Eustache, comte de Boulogne, et Robert de Bellême, fils du comte de Shrewsbury, furent autorisés à aller plus loin avec leurs armes et leurs chevaux, mais les biens qu'ils possédaient en Angleterre leur furent confisqués. Cet épisode marqua la fin du rôle joué par le château dans la rébellion, et la fortification fut probablement abandonnée peu de temps après. Les châteaux-sièges furent abandonnées lorsque le siège prit fin et ont disparu depuis.
Après l'abandon du premier château de Rochester, il fut remplacé par un autre sur le site actuel, dans l'angle sud-ouest des murs de la ville. Fondées entre 1087 et 1089, certaines parties du château ont survécu, bien que très modifiées lors de son utilisation et sa réutilisation au cours des siècles qui suivirent. Guillaume le Conquérant avait accordé à Lanfranc, archevêque de Cantorbéry, la seigneurie de Haddenham, située dans le Buckinghamshire -qui, selon l'enquête parue dans le Domesday Book (en anglais : Domesday Survey), avait un revenu annuel de 40 £ - jusqu'à sa mort. À son tour, l'archevêque accorda la seigneurie aux moines de Rochester, si bien qu'à la mort du Conquérant, Lanfranc Gundulf, qui fut nommé évêque de Rochester en 1077, dut lancer un appel au nouveau roi pour la confirmation de l'attribution initiale. William Rufus exigea 100 £ en échange de la confirmation de la subvention. Les deux évêques, estimant qu'une telle somme était au-delà de leurs moyens, cherchèrent un compromis. Il fut convenu qu'à la place, Gundulf construirait un nouveau château en pierre à Rochester. Au départ, les deux évêques craignirent que le coût ne dépassât la demande originale du roi et d'être responsables de l'entretien du château. Cependant, Henri, comte de Warwick, les convainquit qu'un château approprié pour le roi pouvait être construit pour une somme de 40 £ et que, une fois terminé, le château serait remis à quelqu'un d'autre. Le coût réel pour Gundulf fut de 60 £. L'évêque était un architecte qualifié, il supervisa la construction de la Tour Blanche, éponyme de la Tour de Londres, au nom de Guillaume le Conquérant. Le château de Gundulf était adjacent à la cathédrale de Rochester. Selon l'archéologue Oliver Creighton, lorsque les châteaux étaient positionnés à proximité des églises ou cathédrales, cela suggérait un lien entre les deux, et dans ce cas, l'évêque de Rochester était propriétaire des deux. Il s'agissait souvent des mêmes artisans et architectes qui travaillaient sur ces bâtiments étroitement liés, ce qui conduisait à des similitudes dans certaines de leurs caractéristiques. Avec Durham et Old Sarum, Rochester est l'un des meilleurs exemples d'un lien étroit entre château et édifice religieux.

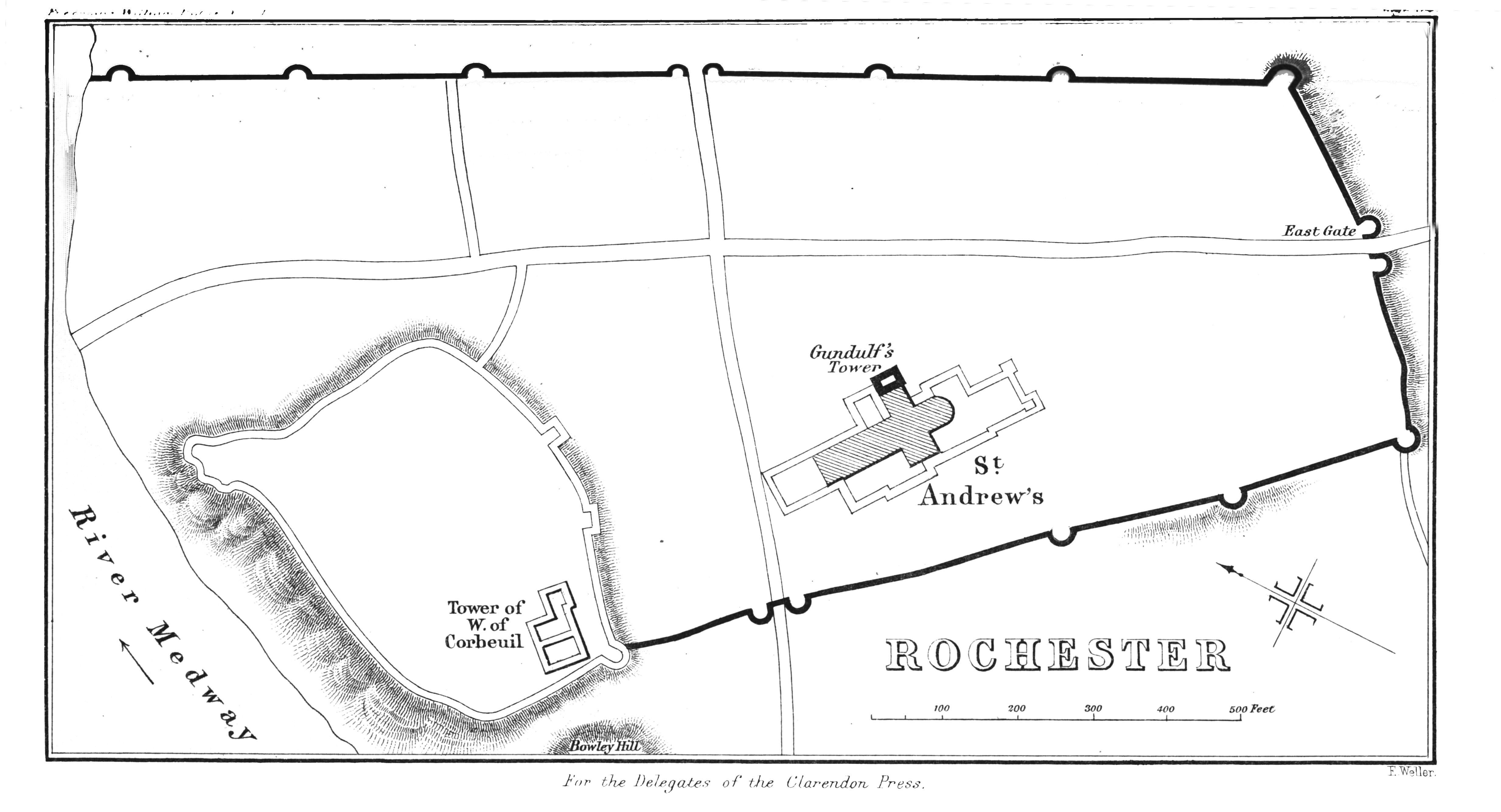
Cette reconstruction du Rochester médiéval, issue de The Reign of William Rufus de E. A. Freeman (1882) et datant du XIXe siècle, montre que la ville était entourée d'un mur. Le château fondé par Gundulf était situé dans l'angle sud-ouest. Bien que le début de la construction ne commençât pas avant 1127 environ, on peut voir la grande tour construite par Guillaume de Corbeil.

En 1127, le roi Henri Ier octroya le château de Rochester à l'archevêque de Canterbury, Guillaume de Corbeil, et à ses successeurs à perpétuité. Il fut autorisé à construire « une fortification ou tour à l'intérieur du château et à la garder et l'entretenir à jamais ». Corbeil est à l'origine de la construction de la grande tour ou donjon qui aujourd'hui existe encore, bien que son état ait changé. En Angleterre, le XIIe siècle fut témoin de la reconstruction de nombreux châteaux en pierre, un progrès dans la sophistication du design et de la technologie. L'évêque Gundulf avait certes déjà fait don à Rochester d'une courtine en pierre, mais le donjon lui-même date de cette période. Il dominait visuellement le reste du château, surplombant ses murs extérieurs, et agissant comme une résidence contenant les meilleurs logements du château. Solide, cette fortification pouvait aussi servir de bastion dans le cas d'une action militaire. Telle était l'importance du donjon et, en tant que symbole de Rochester, il fut représenté sur le sceau de la ville au XIIIe siècle.
La construction avança d'environ 3 m par an. Elle prit probablement fin avant la mort de Corbeil en 1138 et certainement avant 1141, lorsque Robert, comte de Gloucester, y fut emprisonné durant l'anarchie sous le règne d'Étienne de Blois. Il est probable que, après la construction du donjon, il n'y eut plus aucune activité de construction au cours du XIIe siècle, mais la structure fut maintenue. Même si le château était tenu par les archevêques de Canterbury sous le règne du roi, il revenait toujours au monarque de le soutenir financièrement. Des archives continues sur les dépenses royales appelées "Pipe rolls (en)", commencèrent sous Henri II, on y trouvait le détail des dépenses liées à l'entretien du château de Rochester. Au XIIe siècle, les chiffres étaient généralement peu importants, mais en 1172-1173, plus de 100 £ furent dépensées pour le château, une période coïncidant avec la rébellion des fils de Henri II. À la suite de la chute de la Normandie en 1204 face aux forces françaises du roi Philippe II, le roi Jean augmenta les dépenses destinées aux châteaux situés dans le sud-est de l'Angleterre afin de se préparer à une possible invasion. Parmi ceux-ci se trouvait celui de Rochester et en 1206, Jean dépensa 15 £ pour les douves du château, le donjon, et d'autres structures. Sous les rois angevins d'Angleterre, des sommes consacrées aux châteaux royaux situés dans le sud-est de l'Angleterre étaient investies afin de protéger le pays contre les invasions; Rochester était l'un des plus importants.

### Le roi Jean
Les archevêques de Canterbury gardèrent le château de Rochester jusqu'à la fin du XIIe siècle. Malgré son accession au trône en 1199, le roi Jean ne confirma Hubert Walter comme gardien du château qu'en juillet 1202. Jean voulait peut-être reprendre le contrôle direct de ce qui était considéré comme un château important. La crise du règne de Jean commença en 1212 avec la découverte d'un complot visant à le renverser. La défaite lors de la bataille de Bouvines en juillet 1214 marqua la fin des ambitions de Jean pour reprendre la Normandie et exacerba la situation en Angleterre. Il retourna en Angleterre en octobre, et quelques mois plus tard, des barons dans le nord de l'Angleterre contestèrent activement son autorité. Un groupe de barons renonça à ses liens féodaux avec Jean en mai 1215, et captura Londres, Lincoln et Exeter. Jean persuada Étienne Langton, le nouvel archevêque de Canterbury, de céder le contrôle du château de Rochester à un connétable royal, Reginald de Cornhill (en). Selon les termes de l'accord, le château devait retomber sous le contrôle de l'archevêque à pâques 1215. Cette période fut par la suite prolongée jusqu'à pâques 1216. Des lettres patentes datées du 25 mai 1215 demandaient le remplacement de Cornhill par d'autres connétables royaux. Le château reviendrait quand même à l'archevêque lorsque l'accord expirerait ou si la paix était restaurée dans le royaume avant pâques 1216. En attendant, le contrôle revint à Langton, à qui Jean avait demandé de tenir le château « de telle sorte que grâce à lui, aucun mal ou préjudice ne nous tombe dessus ou sur notre royaume ».

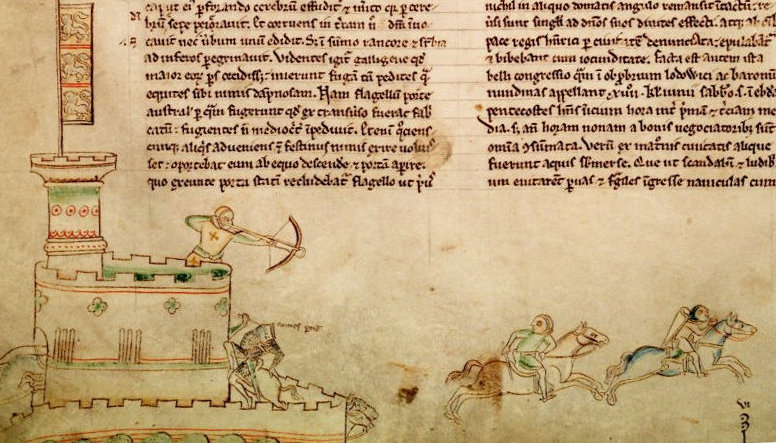
Dessin du début du XIIIe siècle de Matthieu Paris, montrant la guerre contemporaine, comprenant l'utilisation des châteaux, les tireurs à l'arbalète, et les chevaliers.

Jean rencontra les barons rebelles à Runnymede, et le 19 juin 1215, ils renouvelèrent leurs vœux de fidélité. Un traité de paix, plus tard connu sous le nom de Magna Carta, fut scellé. Peu de temps après le traité, l'accord entre Jean et Langton pour nommer un connétable royal responsable du château de Rochester fut dissout, le contrôle revenant à l'archevêque. La paix ne dura pas et la Première Guerre des barons éclata. Un groupe de rebelles prit la direction de Rochester afin de tenir la ville contre Jean. Les événements entourant la prise de contrôle du château par des rebelles ne sont pas clairs, mais le chroniqueur contemporain Raoul de Coggeshall nota que le roi avait demandé à Langton de céder le contrôle du château à la royauté et que l'archevêque avait refusé. Bien que Langton résistât aux demandes du roi, les rebelles craignaient qu'il finît par céder face à la pression du roi, ils prirent par conséquent eux-mêmes le contrôle du château de Rochester. Selon Raoul de Coggeshall, ce fut réalisé avec le consentement du connétable du château, Reginald de Cornhill, qui semblait ne plus faire allégeance au roi, mais à l'archevêque, après que Jean l'eût nommé connétable royal du château. Langton quitta le pays le même mois, laissant le château dans les mains des ennemis du roi. Dans une lettre écrite cette année là, adressée au Justiciar Hubert de Burgh, Jean exprimait sa colère envers Langton, parlant de lui comme « un traître notoire pour nous,car il ne nous a pas rendu notre château de Rochester alors que nous en avions si grandement besoin. » Après cet épisode, le château de Rochester ne fut plus considéré comme étant sous la garde perpétuelle des archevêques de Canterbury.

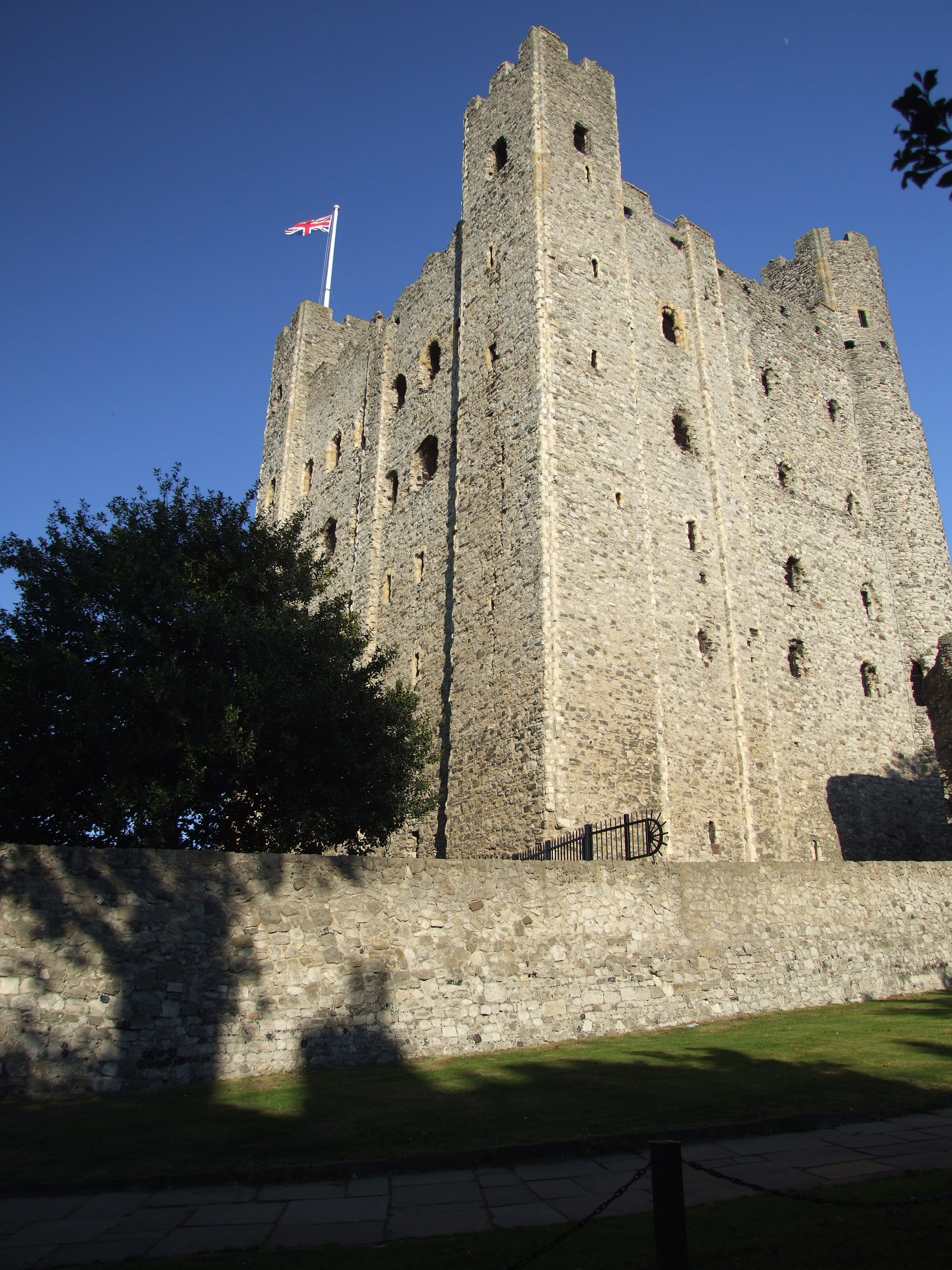
Des chroniqueurs notent que les rebelles constituaient une garnison composée de 95 à 140 chevaliers, soutenus entre autres par des archers et des sergents.

À l'époque, Jean était dans le sud-est de l'Angleterre pour recruter des mercenaires, dans le but de préparer sa guerre avec les barons. Rochester bloquait la route directe vers Londres, également tenue par les rebelles. Selon Roger de Wendover, les rebelles de Rochester avaient pour chef William d'Aubigné, seigneur de Belvoir. Les estimations concernant la taille de la garnison de Rochester varient, les chiffres des chroniqueurs allant de 95 à 140 chevaliers, soutenus par les arbalétriers, des sergents, et autres. Après avoir appris la nouvelle que la ville était aux mains de l'ennemi, Jean se rendit immédiatement à Rochester à cheval, il arriva le 13 octobre. Les forces royales étaient arrivées avant Jean et étaient entrées dans la ville le 11 octobre, prenant le château par surprise et l'assiégeant. Le pont de Rochester fut démoli afin d'empêcher l'arrivée de renforts en provenance de Londres. Jusqu' à cette période, l'Angleterre n'avait connu de siège aussi important que celui qui suivit et qui dura presque deux mois.
Boley Hill, situé au sud du château a peut-être été le quartier général de Jean pendant le siège. Selon la chronique appelée Barnwell chronicle (en), cinq engins de siège jetaient violemment des avalanches de pierres contre le mur du château jour et nuit. À cela s'ajoutaient des missiles provenant d'arcs plus petits et d'arbalètes. Bien que la Barnwell chronicle revendiquât qu'un trou avait été fait dans les murs extérieurs du château, Roger de Wendover affirma qu'ils étaient inefficaces et que Jean s'était tourné vers d'autres méthodes pour percer les défenses. Une lettre datée du 14 octobre indique que Jean se préparait à saper les murs du château. Il avait écrit à Canterbury, demandant la production « jour et nuit d'autant de pioches que possible » et qu'elles fussent envoyées à Rochester. Le 26 octobre, des renforts constitués de 700 chevaux furent envoyés de Londres. Ils firent marche arrière avant d'arriver, peut-être parce qu'ils avaient entendu que le roi venait à leur rencontre.
Lorsque les murs extérieurs du château finirent par être percés, les défenseurs se retirèrent vers une sécurité relative que leur offrait le donjon. Ce dernier résista également aux efforts des engins de siège, et une nouvelle fois, Jean se tourna vers les mines pour faire tomber les murs. La mine fut creusée sous l'angle sud-est du donjon. Une lettre envoyée de Rochester le 25 novembre offre un aperçu des méthodes poliorcétiques médiévales. Jean ordonna à Hugh de Burgh de « nous envoyer à toute vitesse jour et la nuit quarante des plus gros porcs parmi les moins bons à manger pour apporter du feu sous la tour ». Les accessoires en bois soutenant le tunnel creusé sous le donjon furent incendiés pour faire s'écrouler la mine, faisant tomber un coin du donjon. Cependant, la garnison tint le coup et chercha refuge derrière la cloison de pierre ou paroi transversale à l'intérieur du donjon, abandonnant la moitié du bâtiment. La Barnwell chronicle fit remarquer que « la structure de la forteresse était telle qu'un mur très solide séparait la moitié qui était tombé de l'autre ».
Les conditions dans le donjon empirèrent de jour en jour et la garnison fut réduite à manger de la viande de cheval. Dans une tentative de réduire la demande sur les provisions limitées, certains membres furent envoyés hors du donjon, en commençant par les moins capables d'aller au combat. Certaines sources notèrent qu'ils avaient les mains et les pieds amputés par les assiégeants. Le 30 novembre, la garnison finit par se rendre et fut faite prisonnière. Initialement, Jean voulut les exécuter tous, telle était la coutume de l'époque lorsqu'une garnison s'était forcée à livrer un conflit long et sanglant. Savary de Mauléon, l'un des chefs de Jean, persuada le roi d'agir autrement, de peur qu'un traitement similaire fût appliqué aux garnisons royales par les rebelles. Une seule personne fut exécutée: un arbalétrier qui avait été au service du roi depuis son enfance fut pendu. De nombreux rebelles furent emprisonnés, envoyés aux châteaux royaux tel que celui de Corfe pour y monter la garde. Au sujet du siège, la Barnwell chronicle a écrit: « Notre époque n'a pas connu de siège aussi aux abois ou dont la résistance fut aussi forte... Après, peu désirait mettre leur confiance dans les châteaux ». Le prince Louis de France, fils de Philippe II, fut invité par les barons à devenir le nouveau chef de la rébellion et à devenir roi en cas de victoire. En 1216, il arriva en Angleterre et captura le château de Rochester; on ne sait cependant pas comment, car il n'existe aucune preuve documentaire faisant état de l'événement.

### Henri III

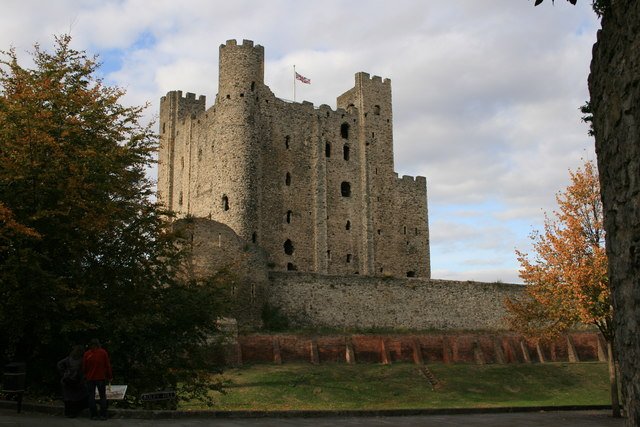
La tour ronde (Round Tower), au centre, fut construite par Henri III pour remplacer les dégâts commis sur le donjon par la mine du roi Jean. À la différence des deux autres tours visibles, elle est cylindrique.

Jean mourut en 1216 et ce fut son fils alors âgé de neuf ans, Henri, qui lui succéda, avec le soutien des barons. En l'absence de la perspective de devenir roi d'Angleterre, Louis rentra en France. Le château de Rochester revint sous contrôle royal en 1217. Étant donné les dommages subis lors du siège de Jean, le château avait un besoin urgent d'être réparé. Entre 1217 et 1237, environ 680 £ furent dépensées en réparations, dont 530 £ consacrées au donjon. En 1225 et 1226, les murs de la ville furent renforcés par l'ajout d'un fossé au prix de 300 £. Le nouveau fossé faisait le tour de Boley Hill, peut-être pour empêcher de futurs agresseurs susceptibles d'attaquer le château de s'approcher. Les réparations commencèrent par la courtine extérieure du château. Dans le même temps, une chapelle fut construite à l'intérieur du château. En 1226, l'entrée, l'office, et le dispensaire furent réparés. Les travaux concernant le donjon ne commencèrent probablement pas avant 1226. Ce fut surtout en 1227 que les réparations eurent lieu, mais elles se poursuivirent jusqu'en 1232. Au cours des années 1230 et 1231, un mur de pierre divisant l'enceinte du château en deux parties fut construit, mais il a aujourd'hui disparu. Alors que tout était mis en œuvre pour faire du château une fortification efficace, Henri III finança également la construction de bâtiments résidentiels et autres. En 1244, 132 £ furent consacrées à la construction d'une deuxième chapelle à côté des appartements royaux. Des écuries et une aumônerie furent ajoutées en 1248. La guérite principale fut reconstruite entre 1249 à 1250 à un coût s'élevant à plus de 120 £. D'autres réparations furent effectuées sur le donjon en 1256, mais cette fois, la somme dépassa les 120 £. Plus tard dans la décennie, une plus grande attention fut accordée aux moyens défensifs du château, peut-être en réponse à la détérioration des relations entre Henri III et ses barons.

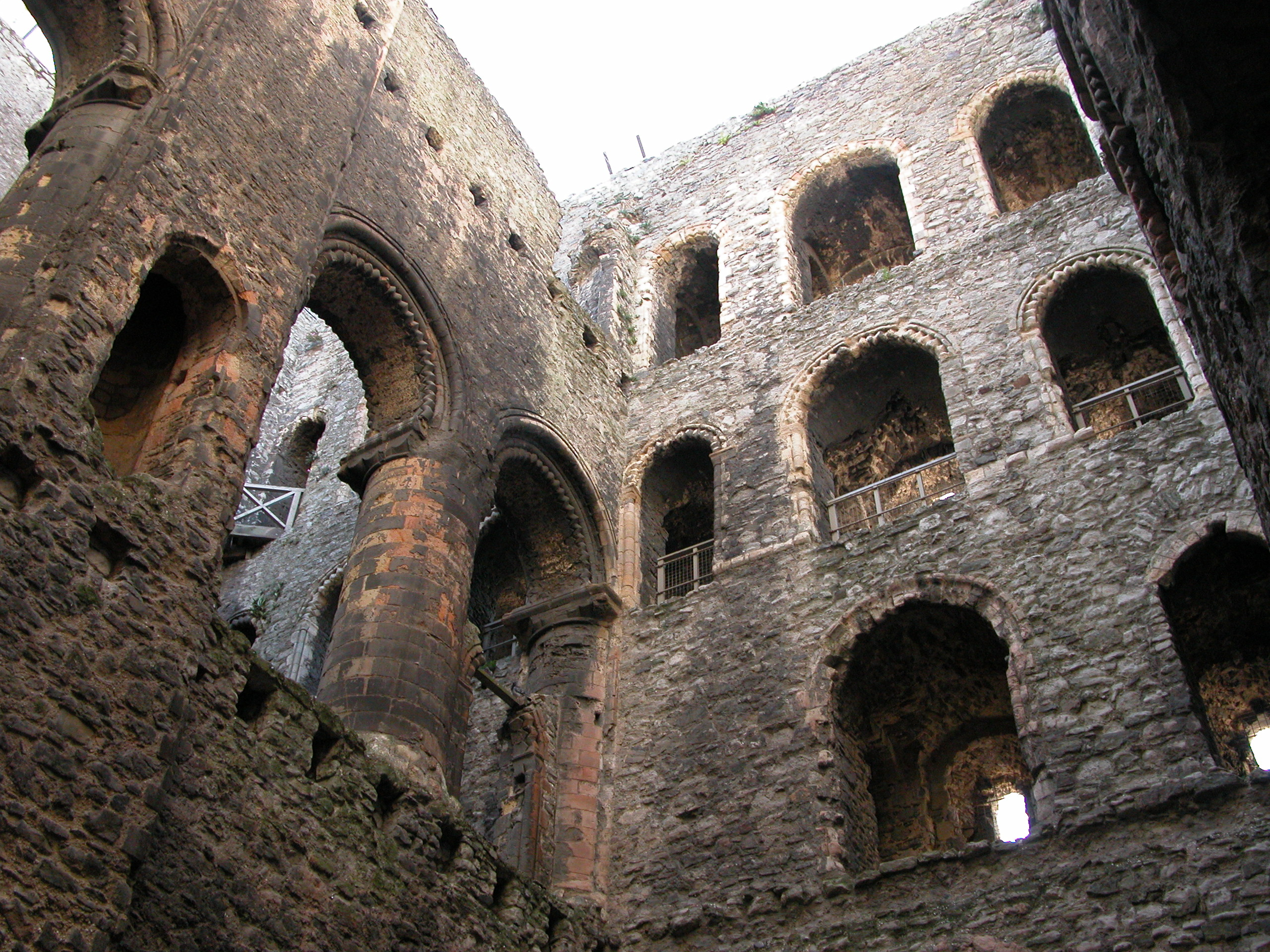
Lors du siège de 1264, la garnison se retira à l'intérieur du donjon.

Le règne d'Henri III fut en situation de crise en 1258. Il venait de subir une défaite au pays de Galles, les problèmes agricoles existants conduisaient à la famine, et les relations avec le pape s'aggravaient. Le mécontentement parmi les seigneurs d'Angleterre conduisit Henri à promettre des réformes, mais sous la pression continue, son autorité se désintégra. Un conseil royal composé de quinze seigneurs fut créé en juin de cette même année, et le pouvoir du pays passa du roi au conseil. Avec l'aide étrangère, l'autorité de Henri fut restaurée en 1261, le conseil étant réticent à déclencher une guerre civile. Simon de Montfort, comte de Leicester, souleva une rébellion. En 1264, la guerre civile éclata entre les partisans du roi et les forces baronniales dirigées par de Montfort.
En 1264, le connétable du château, Roger de Leybourne, tint le château pour soutenir Henri. John de Warenne, comte de Surrey, était co-commandant de la garnison. Une armée baronniale dirigée par Gilbert de Clare, comte de Hertford , assiégea le château le 17 avril de cette même année. Après avoir marché du château du comte jusqu'à Tonbridge, l'armée attaqua depuis le côté Rochester de la rivière, soit le sud soit l'ouest. Alors que l'armée avançait en direction de la ville, la garnison royaliste incendia les banlieues. La salle du roi à l'intérieur du château fut également brûlée, mais il est difficile de comprendre pourquoi. Une armée sous les ordres de Simon de Montfort partit de Londres avec l'intention d'attaquer la ville par un axe différent. Les deux premières tentatives du comte visant à traverser la Medway furent repoussées, mais il réussit le 18 avril, le Vendredi Saint. La méthode utilisée n'est pas très connue, elle impliquait cependant un brûlot. La fumée peut avoir été utilisée comme couverture pour les rebelles, ou le navire peut avoir été utilisé pour brûler le pont pendant que l'armée avançait sur l'eau. Lors d'une attaque coordonnée organisée à l'avance, les armées de de Montfort et de de Clare attaquèrent la ville. Ils entrèrent dans Rochester dans la soirée et la nuit, la cathédrale fut bombardée. Le lendemain, les rebelles capturèrent l'enceinte extérieure du château et la garnison royale se retira dans le donjon. Comme le jour suivant était le dimanche de Pâques, il n'y eut aucun combat, mais les hostilités reprirent le lundi. Des engins de siège visant le donjon furent mis en place. Comme en 1215, le donjon s'avéra résistant aux projectiles et, au bout d'une semaine, il était toujours debout. Selon une source contemporaine, les assiégeants étaient sur le point de creuser une mine sous la tour, mais le siège fut abandonné le 26, lorsque les comtes surent qu'il existait une force de renfort dirigée par Henri III et son fils, le prince Édouard.

### Histoire plus récente
Bien que la garnison tînt le coup dans le donjon, le reste du château subit de graves dommages, mais il fallut attendre le règne d'Édouard III (1327-1377) pour apercevoir des tentatives de réparation. Il fut noté en 1275 que les connétables du château n'avaient non seulement pas réussi à faire le moindre effort pour réparer la structure, mais qu'ils avaient causé d'autres dommages : ils avaient volé de la pierre issue du château pour la réutiliser ailleurs. En 1281, John de Cobham, le connétable, fut autorisé à démolir l'entrée et les chambres du château qui avaient été laissés en ruines calcinées après le siège de 1264. De nombreuses enquêtes au cours du siècle suivant témoignent du triste état du château et suit son déclin régulier. Une enquête datant de 1340 estimait que le montant des réparations serait d'environ 600 £, mais une autre effectuée 23 ans plus tard déclarait que la somme serait d'environ 3 333 £. Le vieillissement naturel aggrava l'état du château, et en 1362, un « vent fort » endommagea la structure. En 1369, les bâtiments du château encore debout restaient peu nombreux: seuls le donjon, les guérites, une salle, la cuisine et une écurie avaient survécu, mais dans un état de ruine. Bien qu'ayant lui aussi un besoin urgent de réparation, le donjon était encore utilisé et était le centre de la vie domestique au château.
Entre mai 1367 et septembre 1370, des réparations s'élevant à un montant de 2 262 £ furent réalisées. Des archives révèlent que certaines parties de la courtine furent réparées et deux tours murales construites, l'une d'elles en remplaçant une autre située auparavant sur le même site. Les tours se trouvaient au nord-est du donjon, elles sont encore debout aujourd'hui. Même si des travaux furent entrepris entre 1370 et 1377, année de la mort d'Édouard, on ignore en quoi ils consistaient. Les appartements royaux, construits pendant le règne de Henri III, ne furent jamais réparés; la raison avancée était que Rochester n'était plus désirée en tant que résidence royale, alors qu'au XIVe siècle, des sommes considérables étaient dépensées ailleurs pour réparer les châteaux. Comme l'importance du château en tant que résidence de haut standing déclinait, son rôle de caserne et de centre administratif fut placé au premier plan. Le règne de Richard II (1377-1400) vit un investissement de 500 £ destinées à la réparation du château. Ce fut en partie pour répondre aux attaques françaises sur la côte sud de l'Angleterre pendant la guerre de Cent Ans alors que les chances de l'Angleterre de l'emporter dans le conflit devenaient moindres. La partie la plus importante de ces travaux fut la construction d'une tour à l'extrémité nord du château, dominant le pont qui enjambait la Medway. Des archives fournissent la preuve qu'une somme s'élevant à 350 £ fut consacrée à une nouvelle tour entre 1378 et 1383, il est grandement fait allusion qu'il s'agit probablement de celle protégeant le pont. Le château de Rochester fut témoin des derniers combats livrés lors de la révolte des paysans de 1381. Il fut assiégé et capturé par un groupe de rebelles qui le pillèrent et relâchèrent un prisonnier. Il a été suggéré que les 66 £ dépensées en 1384-1388 et les 91 £ dépensées en 1395-1397 peuvent avoir été partiellement allouées en réponse aux dommages encourus lors de la révolte.
Pendant les règnes de Henri IV (1399-1413) et de son successeur Henry V (1413-1422), le château de Rochester était sous la tutelle de Guillaume, comte d'Arundel (en) et de son frère Richard. Le château fut donné à la veuve de Henri V, Catherine de Valois, en 1423, selon le principe du douaire afin de lui apporter un soutien financier. Elle mourut en 1437, date à laquelle le château passa sous la tutelle du responsable des travaux du roi. Malgré cela, il n'existe aucun document attestant de travaux de construction au cours du XVe siècle et on ne sait quasiment rien du château de Rochester entre ce moment-là et la seconde moitié du XVIe siècle. Le déclin de l'importance militaire du château est marquée par la location du fossé qui l'entoure, commencée en 1564 au plus tard. Entre 1599 et 1601, de la pierre en provenance du château de Rochester fut réutilisée pour construire le château d'Upnor (en), un fort d'artillerie situé à proximité.

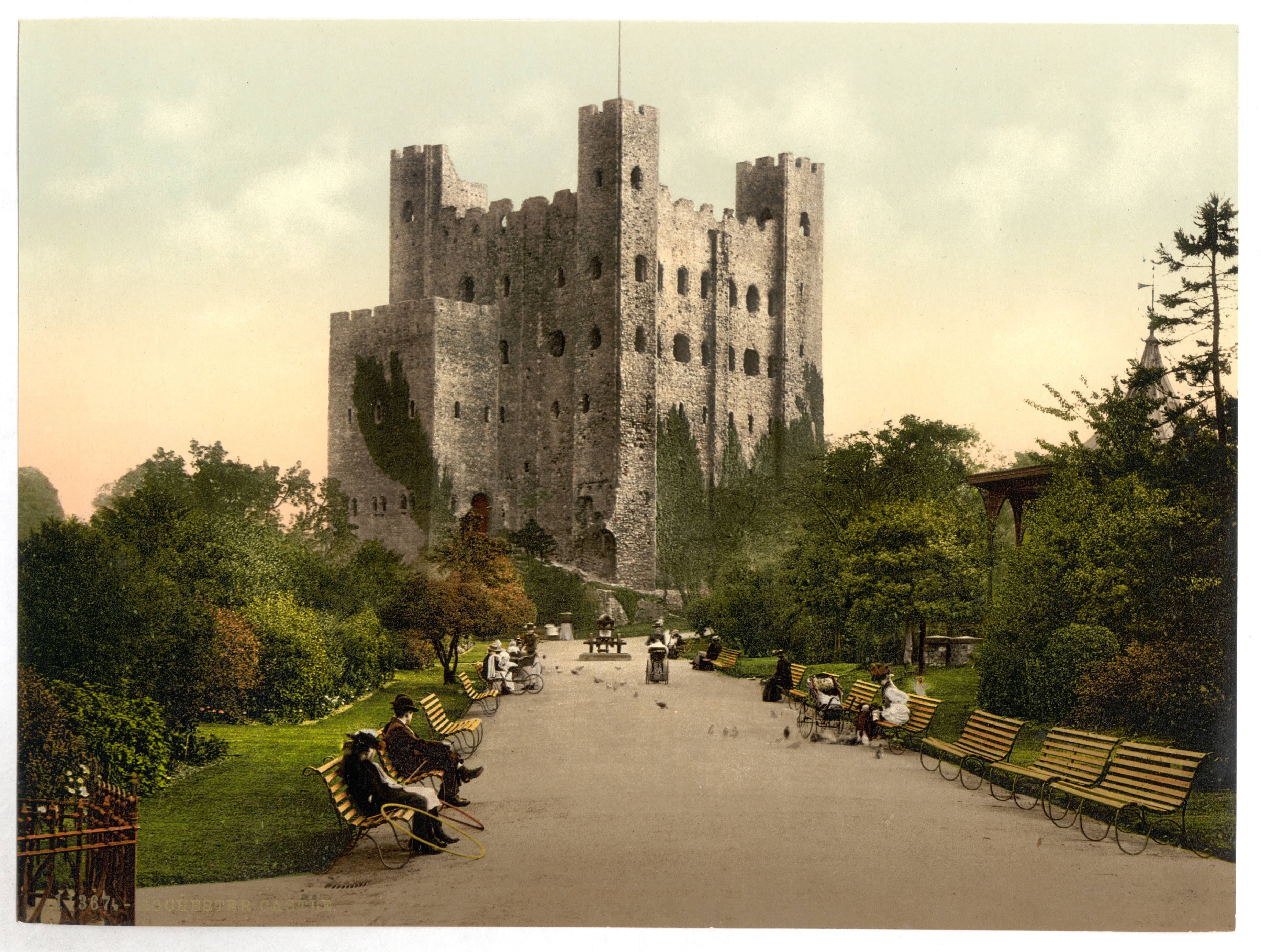
Un photochrome du château de Rochester utilisé comme parc public dans les années 1890.

Le chroniqueur Samuel Pepys fit des commentaires sur l'état du château de Rochester, et il apparaît que, dès le XVIIe siècle, le château a peut-être agi comme une attraction touristique. À cette époque, de nombreux châteaux étaient en ruines, et Rochester faisait partie de ceux qui avaient besoin de réparations, bien que toujours utilisé. En 1610, Jacques Ier octroya le contrôle du château à Sir Anthony Weldon (en). Pendant la Première révolution anglaise, Weldon se déclara en faveur de la cause des Parliamentarians. Le château ne fut pas témoin de combats pendant la guerre, même si la ville fut capturée par les Royalists en 1648; cela peut indiquer que le château n'était pas une fortification réparable à ce moment-là. Le soutien apporté par Weldon aux Parliamentarians peut avoir épargné le château d'être démoli dans la foulée, un sort que connurent de nombreux autres châteaux. Walker Weldon hérita du château et entreprit la destruction d'une partie du mur extérieur datant du XVIIIe siècle afin de vendre les matériaux de construction; il avait initialement prévu de démanteler davantage, mais les plans furent abandonnés. Un dessin datant environ de cette époque suggère que la paroi transversale (en) avait été enlevée à ce moment-là. Alors que d'autres parties du château étaient démantelées, les deux tours dans le mur sud-est étaient encore utilisées comme logement. En 1743, des prisonniers étaient détenus au château, probablement dans des baraques. Le château de Rochester fut transmis de génération en génération dans la famille Weldon et finit par être légué à Thomas Blechynden au XVIIIe siècle. En 1774, Robert Child était propriétaire du château, et il resta propriété de la famille jusqu'en 1884. Il y eut des plans infructueux en 1780 pour réutiliser le château de Rochester comme caserne de l'armée, après que le commandant de la Royal Engineers de Chatham (Ingénieur royaux de Chatham), le colonel Hugh Debbieg, en eût demandé la permission à la famille de l'enfant. Les ruines du château inspirèrent une peinture de l'artiste J.M.W Turner à la fin du XVIIIe siècle, une de ses premières peintures à l'huile. Turner était réputé pour son amour de la nature et était à la pointe du mouvement pittoresque durant lequel de telles ruines étaient devenues à la mode.
Au XIXe siècle, des jardins furent créés dans l'enceinte du château. Charles Dickens, qui vivait à Rochester, évoqua les ruines du château dans Les Papiers posthumes du Pickwick Club et dans Le Mystère d'Edwin Drood. À travers les mots de l'un de ses personnages, Dickens décrit le château avec les termes suivants: « amas glorieux - mur renfrogné - voûtes chancelantes - recoins sombres - pierres croulantes ». De nombreux bâtiments historiques d'Angleterre, notamment ceux qui étaient en ruines, ont acquis des mythes et des légendes, et certains sont supposés être hantés. Rochester ne fait pas exception, il serait hanté par une dame blanche. Il est même suggéré que Dickens hante également les douves lors du réveillon de Noël.
Le XIXe siècle connut des efforts quant à l'entretien du château. En 1826, le puits situé dans le donjon fut réparé. À la même époque, une étude fut réalisée par Augustus Pugin qui creusa autour du donjon afin d'avoir davantage de détails quant à sa construction. Il descendit dans le puits dans un sceau à la recherche d'un trésor, mais sa quête demeura infructueuse. Victor Child Villiers, 7e comte de Jersey, loua le château à la Corporation of Rochester en 1870 afin de l'utiliser comme parc public; lorsqu'il fut ouvert au public en 1872, le château de Rochester fut présenté comme une ruine pittoresque, avec des arbres plantés dans l'enceinte et les murs couverts de lierre. En 1884, la municipalité acheta le château pour 6 572 £ (l'équivalent de 3,4 millions de £ en 2009). Entre 1896 et 1904, George Payne effectua des réparations. Dans le premier quart du siècle, les jardins acquirent un canon de campagne allemand et un tank datant de la Première Guerre mondiale, ainsi qu'un kiosque à musique, mais ils disparurent en 1961. Le lierre fut retiré du donjon entre 1919 et 1931 et les plantations à l'intérieur des châteaux furent revues à la baisse. En 1960, on étudia l'origine de Boley Hill sur le plan archéologique, mais les fouilles ne permirent pas d'apporter des preuves pour établir une datation certaine.
L'état du château fut évalué en 1961 et le coût des réparations fut estimé à 30 000 £ (l'équivalent de 1,1 million de £ en 2009). Le ministère des travaux publics (en) prit soin du château par l'intermédiaire de la municipalité de Rochester en 1965. Les archives quant aux travaux de conservation effectués par le ministère ont disparu, il est par conséquent difficile de savoir ce qui a été fait. Entre 1962 et 1965, le conseil supprima des bâtiments des fossés du château. La tutelle fut transférée à l'English Heritage en 1984. Depuis 1995, la ville de Rochester est responsable de la gestion quotidienne du château. Au début du XXIe siècle, le phénomène d'épaufrure (en) contribua à la détérioration du donjon, et l'une des tours murales a eu besoin d'entretien. En raison de l'état délabré du donjon, l'accès du public est limité et des filets ont été érigés pour protéger les visiteurs. La possibilité d'ajouter des étages et un toit au donjon fut discutée dans les années 1970 et 1990, mais on craignit qu'un toit ne changeât le climat à l'intérieur du bâtiment. Le château est un Scheduled Monument, un bâtiment historique « important à l'échelle nationale » et un site archéologique protégé contre tout changement non autorisé. Il s'agit également d'un monument classé Grade I, reconnu comme une structure importante sur le plan international. Le château est ouvert au public.

## Description
On sait peu de la conception du premier château de Rochester, puisqu'il a disparu, et même son site exact reste incertain. Il devait probablement s'agir d'un château à motte castrale, avec un monticule et une enceinte extérieure défendue par une palissade en bois et des talus de terre. Boley Hill a été suggéré comme étant le site du premier château, un ouvrage renforçant les moyens défensifs du château, ou un château assiégé et abandonné comme ceux concernés par le siège de 1088. Boley Hill est un affleurement naturel de roche qui a pu être utilisé comme une motte.
Le château construit par l'évêque Gundulf à la fin du XIIe siècle était entouré d'un mur de pierre. Situé dans le coin sud-ouest de la ville, le château avait pour fondations les restes de l'enceinte romaine. Il possédait au moins une tour, qui fut remplacée au XIVe siècle. L'entrée d'origine fut complètement modifiée au XIIIe ou XIVe siècle. De l'autre côté de la rivière Medway, les monuments jumeaux du château et de la cathédrale de Rochester dominaient le paysage médiéval, symbolisant l'autorité de l'Église et de la noblesse à cette époque. La plupart des châteaux étaient construits par des nobles laïques, mais les travaux effectués par Gundulf et son successeur Corbeil fournissent des exemples du rôle joué par l'Église dans la construction des châteaux.

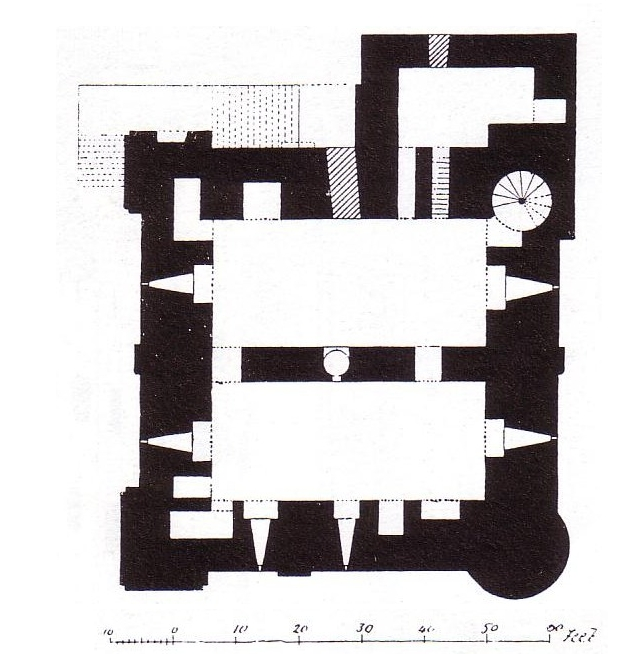
Plan du donjon du château de Rochester, tiré de l'ouvrage de intitulé The castellated and domestic architecture of Scotland from the twelfth to the eighteenth century (1887).

Selon l'historien militaire Allen Brown, le donjon de Rochester figure « parmi les plus beaux et les plus anciens de toute l'Angleterre ». Depuis sa construction, le nombre de modifications subies est limité, à l'exception de la reconstruction d'un angle, et bien que maintenant dans un état de ruine, il reste nettement intact et est considéré comme l'un des donjons du XIIe siècle les plus importants d'Angleterre et de France parmi ceux qui ont survécu. Il a été richement décorés de tentures et de mobilier. Datant de la seconde moitié du XIIe siècle, il s'agit de la caractéristique dominante du château de Rochester. Il est carré et mesure 21 × 21 m à l'extérieur avec contreforts et pilastres à chaque coin. Le donjon a été construit dans le coin sud du château, à proximité de la courtine. Le principal matériau de construction était de la pierre locale du Kent appelée Kentish ragstone, mais la surface était recouverte de pierre de Caen importée de Normandie. Le même matériau fut importé au XIe siècle à la Tour de Londres, pour revêtir la surface de la Tour Blanche. Le sommet des tourelles s'élève à 38 m au-dessus du sol, 3,6 m environ au-dessus des remparts, au-dessous desquels se trouvent des trous rectangulaires, marquant l'endroit où étaient attachés des hourds en bois. Bien que leur épaisseur soit de 3,5 m à la base, les murs du donjon vont en diminuant et ne font plus que 3 m au sommet. Ce donjon est l'un des plus hauts d'Angleterre, dépassé seulement par ceux de Douvres, de la Tour de Londres, de Colchester, et de Norwich. Lorsque Jean assiégea Rochester en 1215, l'angle sud-est s'effondra ; pendant le règne d'Henri III, il fut reconstruit en forme de cylindre. Au-dessus des murs, la taille des fenêtres devint plus importante, mais seules les plus élevées étaient décorées. Un escalier en colimaçon dans le coin nord-est permettait l'accès à tous les étages, et un autre dans le coin sud-ouest partait du premier étage jusqu'à l'étage supérieur. La tour d'angle nord-ouest contient de petites chambres, et celle située au sud-est avait probablement une conception similaire avant d'être reconstruite.
Les donjons étaient traditionnellement construits avec une entrée au niveau du premier étage, et Rochester suivit ce modèle. Un avant-corps attenant au côté nord gardait l'entrée. Un escalier en pierre partait du côté ouest du donjon avant de tourner et de rencontrer l'avant-corps dont l'accès se faisait par un pont-levis enjambant un vide de 2,7 m de largeur. Il y avait une autre entrée à l'ouest de l'avant-corps, et à un certain endroit, une nouvelle porte située au bas de la fosse du pont levis permettait d'entrer dans le donjon. Cette porte d'origine de l'avant-corps était protégée par une herse.
Les donjons en pierre du XIe siècle était généralement conçus simplement, les pièces étant peu nombreuses et simplement agencées. Le donjon de Rochester témoigne en revanche d'une complexité dans l'aménagement et fournit un exemple précoce de donjons divisés en zones séparées : une pour le seigneur, l'autre pour sa suite. L'épaisseur des murs permettait la construction de salles à l'intérieur, comme on peut le voir dans le donjon contemporain du château de Hedingham, ou un peu plus tard dans celui de Douvres. L'intérieur du donjon est divisé sur toute sa hauteur par un mur de refend est-ouest. Le rez de chaussée était utilisé pour le stockage et les trois étages au-dessus étaient consacrés à l'hébergement. Le premier étage contenait probablement une salle et une grande chambre, divisé par la paroi transversale. Ce niveau a peut-être été occupé par le connétable du château dont il avait la charge en l'absence du propriétaire. Il y a une pièce appelée « chambre de Gundulf » intégrée dans l'épaisseur de la paroi dans le coin nord-ouest ; il peut s'agir de la chambre privée du connétable. C'est au deuxième étage que se trouvaient le meilleur hébergement du donjon ainsi que ses décorations les plus élaborées. Il mesure 8,2 m de haut et est entouré par une galerie dont la moitié supérieure est intégrée dans l'épaisseur des murs. À cet étage, il y avait également une chapelle mesurant environ 8,5 m. À un certain moment dans la période post-médiévale, un incendie ravagea le donjon, le laissant dans son état actuel, sans étages et sans toit. Au deuxième étage, il y a des ouvertures dans la paroi transversale, brisée par une série de colonnes romanes situées entre des voûtes en plein cintre. La paroi transversale portait un puits, une tête de puits étant placée à chaque étage. Le troisième étage possédait une deuxième chapelle et permettait d'accéder au toit, il contenait peut-être des logements supplémentaires.

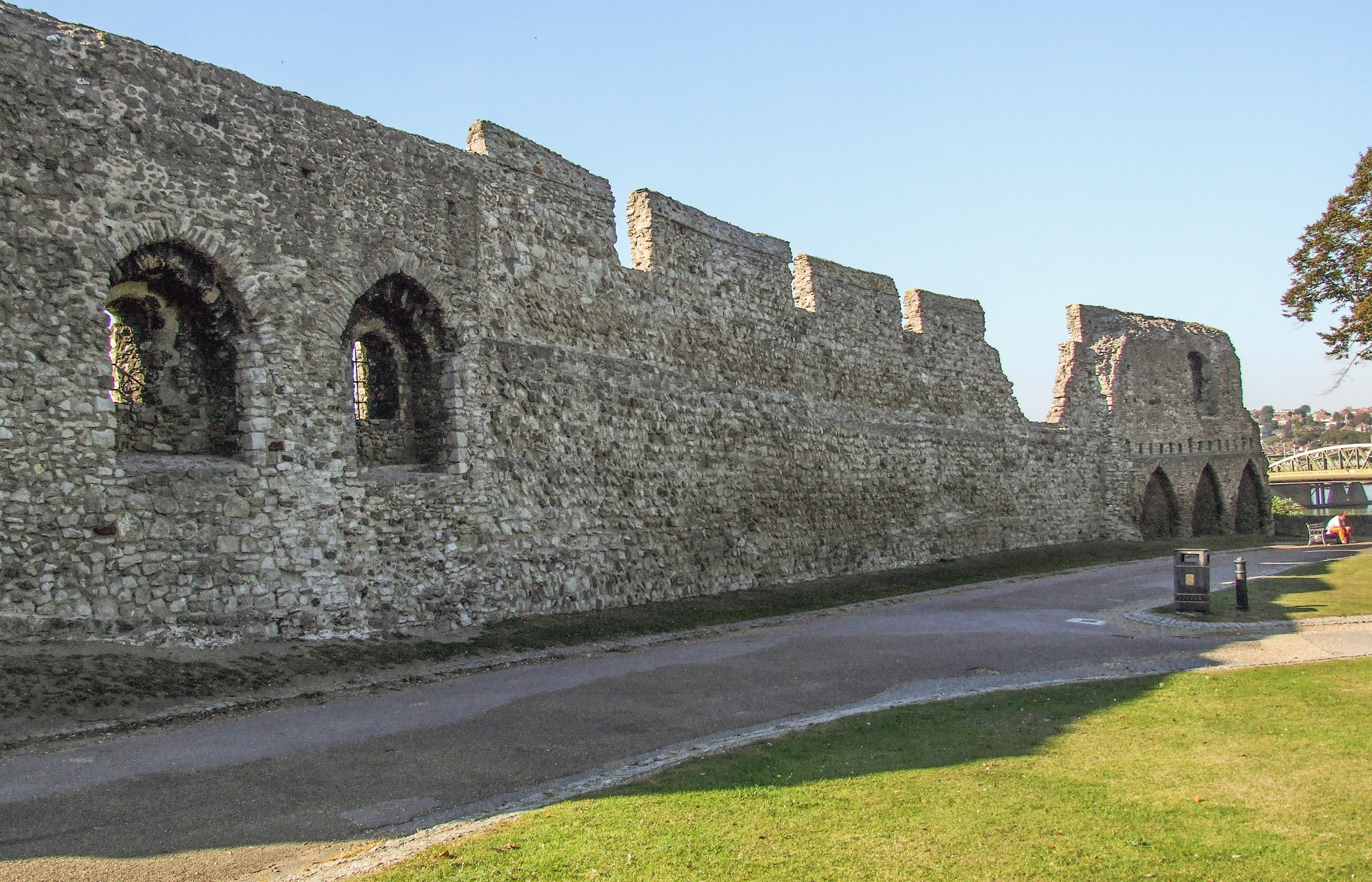
La courtine au bord de l'eau date du XIIe siècle, période à laquelle le château fut pour la première fois entouré d'un mur de pierre.

L'entrée actuelle située au nord-est occupe l'emplacement approximatif de la guérite principale construite par Gundulf puis reconstruite en 1249-1250 environ. Elle avait été détruite dans les années 1870 lorsque l'enceinte avait été transformée en jardin municipal. Une gravure de 1735 réalisée par les frères Buck (en) donne une certaine indication sur la forme de la guérite: la porte était une arche placée entre deux tours faisant saillie sur la courtine. On pouvait y accéder en empruntant une chaussée de pierre sur un fossé, plutôt qu'en franchissant un pont-levis. Une tour contenant une poterne était située dans le coin nord-ouest de l'enceinte, construite à la fin du XIVe siècle pour garder le pont enjambant la Medway. La tour et la poterne n'existent plus mais GT Clark, antiquaire et ingénieur du XIXe siècle, avait pris des notes concernant la structure alors qu'elle était encore debout et avait observé qu'elle était doté d'un mécanisme permettant d'acheminer les provisions de la rivière au château. La partie ouest de la paroi extérieure en pierre, qui faisait face à la rivière, date de l'époque à laquelle Gundulf avait construit le premier mur d'enceinte du château. Au XIXe siècle, un revêtement fut ajouté pour renforcer le mur en décomposition. Comme le donjon, il avait été construit avec de la pierre en provenance du Kent (Kentish Ragstone). Cette partie du mur de Gundulf avait une épaisseur de 1,4 m à la base pour ne faire plus que 0,61 m au sommet; sa hauteur était d'environ 6,7 m. Quatre meurtrières furent ajoutées à cette partie du mur au XIIIe siècle, les constructeurs avaient cependant imité le style normand. À l'extrémité nord du mur ouest du XIIe siècle, on peut voir les restes d'un bâtiment, probablement une salle du XIIIe siècle. Bien que détruit, on sait qu'il avait une crypte voûtée.
Au sud, le mur de Gundulf survécut dans la période moderne, mais il est aujourd'hui démantelé. Le mur actuel remplace celui du XIXe siècle. À l'extrémité est de ce mur, près de l'angle sud du château, se trouve une tour ronde de deux étages de 30 m de diamètre datant du début du XIIIe siècle. Il fut construit pour combler la brèche située dans la courtine résultant de l'époque où Jean assiégea le château et pour renforcer un point faible dans les moyens défensifs. La partie allant de la tour à l'emplacement de l'ancienne guérite principale au nord-est date d'une période allant de 1367 à 1370 environ. Deux tours furent construites le long du mur, toutes deux hautes de deux étages et une fois encore, le matériau utilisé était de la pierre en provenance du Kent (Kentish ragstone). La tour la plus proche du donjon est relativement simple et celle située le plus au nord est plus élaborée. Cette dernière avait été conçue pour être utilisée comme résidence puis, à l'époque moderne, elle fut aménagée en gîte. À cette même époque, le mur séparant ces deux tours fut réduit, peut-être pour offrir une meilleure vue sur la cathédrale. Sauf du côté ouest, le château était entouré par un fossé, dont la majeure partie s'est depuis remplie.

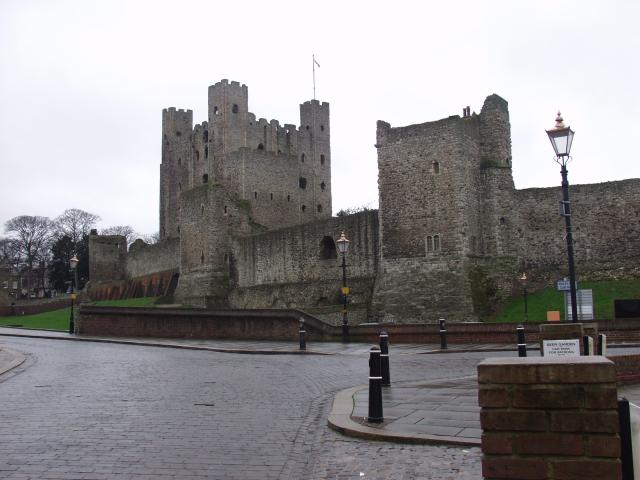
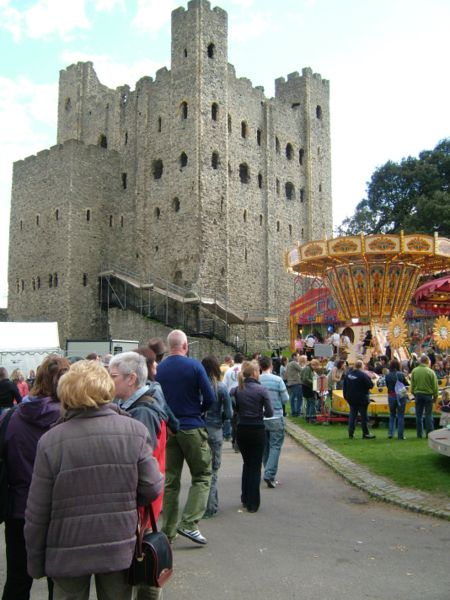
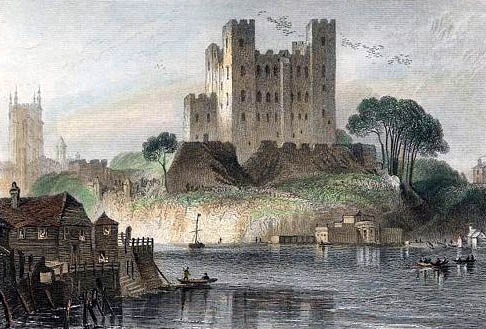
Gravure par H. Adlard d’après G. F. Sargent, vers 1836

## Cinéma
Le château de Rochester est le siège de l'intrigue du film Le sang des templiers (sortie le 20 juillet 2011), réalisé par Jonathan English.

## Jeu vidéo
Le château de Rochester est présent sur une mission de la campagne du jeu Age of Empires IV.